# Георги Метев
Георги Метев Христов е български индустриалец.

## Биография
Роден е на 22 април 1894 г. в Габрово. Основно образование получава в родния си град, а гимназиално в Търговската гимназия „Димитър Хадживасилев“ в Свищов през 1913 г. С финансовата помощ на по-големите си братя продължава образованието си в Мюнхен, Германия. Завършва висше търговско образование и се връща в България в началото на Първата световна война. Мобилизиран е в Двадесет и трети пехотен шипченски полк. За проявена храброст при завоя на Черна и равнината край Кенали е награден с орден „За храброст“. На 9 юни 1919 г. се жени за Цанка Алексиева Стойкова, дъщеря на учителя по мапематика Алекси Стойков. Имат трима сина: Метьо, Алекси и Христо.
От началото на 20-те години на XX век до 1932 г. Христо и Георги Метеви са съдружници във фирма „Христо и Георги Метеви“ за търговия и производство. Заедно
купуват т. нар. Тантелена фабрика на Н. Дойнов. През 1924 г. закупува плетачни машини и създава собствена работилница за производство на фланели, пуловери, жилетки и др., която се намира в центъра на Габрово. Некоректен негов партньор го довежда до фалит в края на 1928 г. Подпомогнат от брат си Христо, отваря магазин за продажба на прежди, вълнени и памучни платове. В магазина предлага платовете, произведени от фабриката на брат
му Христо. Магазинът работи до национализацията през 1947 г.
През 1942 г. се включва като акционер в АД „Христо Метев" и е избран за член на Управителния съвет. По време на Втората световна война е назначен за председател на реквизиционната комисия.
След Деветосептемврийския преврат за него няма работа, част от семейното жилище е одържавено, конфискувани са пари и имоти. Умира на 5 февруари 1957 г. в Габрово.